# Copa Mitropa
La Copa Mitropa, llamada oficialmente Copa de la Europa Central (en francés: Coupe de l'Europe Centrale), fue la primera gran competición internacional de clubes. Creada por el austríaco Hugo Meisl, posterior secretario general de la Federación Austríaca de Fútbol y directivo de la FIFA, en ella participaron equipos de la Europa Central e Italia. Fue un histórico sucesor la Challenge-Cup disputada entre 1897 y 1911 abierta a clubes del Imperio austrohúngaro. El torneo fue instaurado en Viena el 31 de marzo de 1927 y la competición se inició el mes de agosto del mismo año.
En las primeras dos ediciones participaron dos clubes de Hungría, Austria, Checoslovaquia y Yugoslavia. En 1929 los clubes yugoslavos fueron reemplazados por los italianos, tras instaurar su campeonato de liga ese mismo año. En 1934 se decidió la ampliación a cuatro clubes por país y dos años después se admitieron clubes de Suiza y en 1937 de Rumanía y de nuevo de Yugoslavia. En 1938 debido al Anschluss (Anexión alemana de Austria) los clubes de este país declinaron formar parte. En 1940 la competición se abandonó por el inicio de las hostilidades y repercusiones en la zona hasta 1954 provocadas por la Segunda Guerra Mundial.
El hecho de que participaran clubes de cuatro de las mayores potencias europeas del momento Italia, Austria, Checoslovaquia y Hungría (los tres últimos fueron los primeros en introducir el profesionalismo en el continente en 1924, 1925 y 1926 respectivamente) hizo que el torneo tomara un gran prestigio, similar a la actual Liga de Campeones de la UEFA. Es considerada, junto con la Copa de las Naciones y la Copa Latina como una precursora de la ya citada Copa de Europa / Liga de Campeones.
Después del conflicto armado se retomó en 1955 con éxito, bajo el auspicio de la FIFA, pero sin conseguir el prestigio que había tenido antes por la progresiva aparición de diferentes competiciones europeas como la Copa Latina, auspiciada por la UEFA, y la Copa Internacional de Ciudades en Ferias, ambas con reconocimiento FIFA. A partir de 1980 la competición emplazó a los campeones de las segundas divisiones, ya que los más influyentes disputaban entonces competiciones mencionadas de más prestigio, para finalmente dejar de disputarse en 1992.
El motivo de la denominación de Copa Mitropa fue por el patrocino por parte de la compañía alemana Mitropa (acrónimo de Mitteleuropäische Schlaf- und Speisewagen Aktiengesellschaft, en consonancia con el término teutón de Mitteleuropa (en español: Europa Central).

## Historial
Nombres y banderas según la época.
| Temporada                                    | Campeón                                    | Resultado                                  | Subcampeón                                 | Semifinalistas                             | Semifinalistas                             |
| -------------------------------------------- | ------------------------------------------ | ------------------------------------------ | ------------------------------------------ | ------------------------------------------ | ------------------------------------------ |
| 1927                                         | Sparta Praga                               | 6–2; 1–2                                   | Rapid Viena                                | MTK Hungária                               | Slavia Praha                               |
| 1928                                         | Ferencvárosi                               | 7–1; 3–5                                   | Rapid Viena                                | Viktoria Žižkov                            | Admira Viena                               |
| 1929                                         | Újpest                                     | 5–1; 2–2                                   | Slavia Praga                               | Rapid Viena                                | First Vienna                               |
| 1930                                         | Rapid Viena                                | 2–0; 2–3                                   | Sparta Praga                               | Ferencvárosi                               | Ambrosiana                                 |
| 1931                                         | First Vienna                               | 3–2; 2–1                                   | Wiener                                     | Roma                                       | Sparta Praga                               |
| 1932                                         | Bologna                                    | Campeón designado                          | —                                          | First Vienna                               | Slavia Praga / Juventus                    |
| 1933                                         | Austria Viena                              | 1–2; 3–1                                   | Ambrosiana Inter                           | Juventus                                   | Sparta Praga                               |
| 1934                                         | Bologna                                    | 2–3; 5–1                                   | Admira Viena                               | Ferencvárosi                               | Juventus                                   |
| 1935                                         | Sparta Praga                               | 1–2; 3–0                                   | Ferencvárosi                               | Juventus                                   | Austria Viena                              |
| 1936                                         | Austria Viena                              | 0–0; 1–0                                   | Sparta Praga                               | Újpest Budapest                            | Ambrosiana Inter                           |
| 1937                                         | Ferencvárosi                               | 4–2; 5–4                                   | Lazio                                      | Austria Viena                              | Genoa Admira Viena (Descalificados)        |
| 1938                                         | Slavia Praga                               | 2–2; 2–0                                   | Ferencvárosi                               | Genoa                                      | Juventus                                   |
| 1939                                         | Újpest Budapest                            | 4–1; 2–2                                   | Ferencvárosi                               | Beogradski                                 | Bologna                                    |
| 1940                                         | —                                          | Final cancelada                            | —                                          | Rapid București / Ferencvárosi             | Građanski Zagreb / Beogradski              |
| 1941                                         | No disputada por la Segunda Guerra Mundial | No disputada por la Segunda Guerra Mundial | No disputada por la Segunda Guerra Mundial | No disputada por la Segunda Guerra Mundial | No disputada por la Segunda Guerra Mundial |
| 1942                                         | No disputada por la Segunda Guerra Mundial | No disputada por la Segunda Guerra Mundial | No disputada por la Segunda Guerra Mundial | No disputada por la Segunda Guerra Mundial | No disputada por la Segunda Guerra Mundial |
| 1943                                         | No disputada por la Segunda Guerra Mundial | No disputada por la Segunda Guerra Mundial | No disputada por la Segunda Guerra Mundial | No disputada por la Segunda Guerra Mundial | No disputada por la Segunda Guerra Mundial |
| 1944                                         | No disputada por la Segunda Guerra Mundial | No disputada por la Segunda Guerra Mundial | No disputada por la Segunda Guerra Mundial | No disputada por la Segunda Guerra Mundial | No disputada por la Segunda Guerra Mundial |
| 1945                                         | No disputada por la Segunda Guerra Mundial | No disputada por la Segunda Guerra Mundial | No disputada por la Segunda Guerra Mundial | No disputada por la Segunda Guerra Mundial | No disputada por la Segunda Guerra Mundial |
| 1946                                         | No disputada por la Segunda Guerra Mundial | No disputada por la Segunda Guerra Mundial | No disputada por la Segunda Guerra Mundial | No disputada por la Segunda Guerra Mundial | No disputada por la Segunda Guerra Mundial |
| 1947                                         | No disputada por la Segunda Guerra Mundial | No disputada por la Segunda Guerra Mundial | No disputada por la Segunda Guerra Mundial | No disputada por la Segunda Guerra Mundial | No disputada por la Segunda Guerra Mundial |
| 1948                                         | No disputada por la Segunda Guerra Mundial | No disputada por la Segunda Guerra Mundial | No disputada por la Segunda Guerra Mundial | No disputada por la Segunda Guerra Mundial | No disputada por la Segunda Guerra Mundial |
| 1949                                         | No disputada por la Segunda Guerra Mundial | No disputada por la Segunda Guerra Mundial | No disputada por la Segunda Guerra Mundial | No disputada por la Segunda Guerra Mundial | No disputada por la Segunda Guerra Mundial |
| 1950                                         | No disputada por la Segunda Guerra Mundial | No disputada por la Segunda Guerra Mundial | No disputada por la Segunda Guerra Mundial | No disputada por la Segunda Guerra Mundial | No disputada por la Segunda Guerra Mundial |
| 1951                                         | Rapid Viena                                | 3–2                                        | Admira Viena                               | Dinamo Zagreb                              | Lazio                                      |
| 1952                                         | No disputada                               | No disputada                               | No disputada                               | No disputada                               | No disputada                               |
| 1953                                         | No disputada                               | No disputada                               | No disputada                               | No disputada                               | No disputada                               |
| 1954                                         | No disputada                               | No disputada                               | No disputada                               | No disputada                               | No disputada                               |
| 1955                                         | Vörös Lobogó                               | 6–0; 2–1                                   | Dukla Praga                                | Budapest Honvéd                            | Slovan Bratislava                          |
| 1956                                         | Vasas                                      | 3–3; 1–1; 9–2 (Des.)                       | Rapid Viena                                | Partizan Belgrado                          | Vörös Lobogó                               |
| 1957                                         | Vasas                                      | 4–0; 1–2                                   | Vojvodina                                  | Estrella Roja                              | Rapid Viena                                |
| 1958                                         | Estrella Roja                              | 4–1; 3–2                                   | Rudá Hvězda Brno                           | Radnički Belgrado                          | Tatran Prešov                              |
| 1959                                         | Budapest Honvéd                            | 4–3; 2–2                                   | MTK Budapest                               | Partizan Belgrado                          | Vojvodina                                  |
| 1960                                         | Hungría                                    | (Suma de resultados de todos los equipos)  | (Suma de resultados de todos los equipos)  | (Suma de resultados de todos los equipos)  | (Suma de resultados de todos los equipos)  |
| 1961                                         | Bologna                                    | 2–2; 3–0                                   | Slovan Nitra                               | Kladno                                     | Udinese                                    |
| 1962                                         | Vasas                                      | 5–1; 1–2                                   | Bologna                                    | Atalanta                                   | Dinamo Zagreb                              |
| 1963                                         | MTK Budapest                               | 2–1; 1–1                                   | Vasas                                      | Željezničar Sarajevo                       | Torino                                     |
| 1964                                         | Sparta Praga                               | 0–0; 2–0                                   | Slovan Bratislava                          | Bologna                                    | Vasas                                      |
| 1965                                         | Vasas                                      | 1–0                                        | Fiorentina                                 | Sparta Praga                               | Rapid Viena                                |
| 1966                                         | Fiorentina                                 | 1–0                                        | Jednota Trenčín                            | Vasas                                      | Wiener                                     |
| 1967                                         | Spartak Trnava                             | 2–3; 3–1                                   | Újpest Dózsa                               | Fiorentina                                 | Austria Viena                              |
| 1968                                         | Estrella Roja                              | 0–1; 4–1                                   | Spartak Trnava                             | Újpest Dózsa                               | Vardar Skopje                              |
| 1969                                         | Inter Bratislava                           | 4–1; 0–0                                   | Sklo Union Teplice                         | Vasas                                      | Željezničar Sarajevo                       |
| 1970                                         | Vasas                                      | 1–2; 4–1                                   | Inter Bratislava                           | Slavia Praga                               | Budapest Honvéd                            |
| 1971                                         | Čelik Zenica                               | 3–1                                        | Austria Salzburgo                          | MTK Budapest                               | Csepel                                     |
| 1972                                         | Čelik Zenica                               | 0–0; 1–0                                   | Fiorentina                                 | -                                          | -                                          |
| 1973                                         | Tatabánya                                  | 2–1; 2–1                                   | Čelik Zenica                               | -                                          | -                                          |
| 1974                                         | Tatabánya                                  | 3–2; 2–0                                   | Žilina                                     | -                                          | -                                          |
| 1975                                         | Wacker Innsbruck                           | 3–1; 2–1                                   | Budapest Honvéd                            | -                                          | -                                          |
| 1976                                         | Wacker Innsbruck                           | 3–1; 3–1                                   | Velež Mostar                               | -                                          | -                                          |
| 1977                                         | Vojvodina                                  | Liga                                       | Vasas                                      | Fiorentina (3°)                            | Sparta Praga (4°)                          |
| 1978                                         | Partizan Belgrado                          | 1–0                                        | Budapest Honvéd                            | -                                          | -                                          |
| 1979                                         | No disputada                               | No disputada                               | No disputada                               | No disputada                               | No disputada                               |
| Relegada a participantes de Segunda División |                                            |                                            |                                            |                                            |                                            |
| 1980                                         | Udinese                                    | Liga                                       | Čelik Zenica                               | Hvězda Cheb (3°)                           | Debreceni (4°)                             |
| 1981                                         | Tatran Prešov                              | Liga                                       | Csepel                                     | Como (3°)                                  | NK Zagreb (4°)                             |
| 1982                                         | Milan                                      | Liga                                       | Vítkovice                                  | Osijek (3°)                                | Haladás (4°)                               |
| 1983                                         | Vasas                                      | Liga                                       | Žilina                                     | Galenika Zemun (3°)                        | Hellas Verona (4°)                         |
| 1984                                         | Eisenstadt                                 | Liga                                       | Prishtina                                  | Sklo Union Teplice (3°)                    | Vasas (4°)                                 |
| 1985                                         | Iskra Bugojno                              | Liga                                       | Atalanta                                   | Baník Ostrava (3°)                         | Spartakus Békéscsaba (4°)                  |
| 1986                                         | Pisa                                       | 2–0                                        | Debreceni                                  | Rijeka                                     | Sigma Olomouc                              |
| 1987                                         | Ascoli                                     | 1–0                                        | Bohemians Praga                            | Vasas                                      | Spartak Subotica                           |
| 1988                                         | Pisa                                       | 3–0                                        | Váci Izzó                                  | -                                          | -                                          |
| 1989                                         | Baník Ostrava                              | 2–1; 2–1                                   | Bologna                                    | Vojvodina                                  | Ferencvárosi                               |
| 1990                                         | Bari                                       | 1–0                                        | Genoa                                      | -                                          | -                                          |
| 1991                                         | Torino                                     | 2–1 (pró.)                                 | Pisa                                       | -                                          | -                                          |
| 1992                                         | Borac Banja Luka                           | 1–1 (5-3 pen.)                             | Budapest VSC                               | Foggia                                     | DAC Dunajská Streda                        |

### Palmarés
| Equipo                    | Títulos | Subtítulos | Años campeonatos                   |
| ------------------------- | ------- | ---------- | ---------------------------------- |
| Vasas S. C.               | 6       | 2          | 1956, 1957, 1962, 1965, 1970, 1983 |
| Bologna F. C.             | 3       | 2          | 1932, 1934, 1961                   |
| A. C. Sparta Praha        | 3       | 2          | 1927, 1935, 1964                   |
| Ferencvárosi T. C.        | 2       | 4          | 1928, 1937                         |
| S. K. Rapid Wien          | 2       | 3          | 1930, 1951                         |
| N. K. Čelik Zenica        | 2       | 2          | 1971, 1972                         |
| M. T. K. Budapest         | 2       | 1          | 1955, 1963                         |
| Újpest F. C.              | 2       | 1          | 1929, 1939                         |
| Pisa Calcio               | 2       | 1          | 1986, 1988                         |
| Estrella Roja de Belgrado | 2       | –          | 1958, 1968                         |
| F. K. Austria Wien        | 2       | –          | 1933, 1936                         |
| F. C. Tatabánya           | 2       | –          | 1973, 1974                         |
| F. C. Wacker Innsbruck    | 2       | –          | 1975, 1976                         |
| Budapest Honvéd F. C.     | 1       | 2          | 1959                               |
| A. C. F. Fiorentina       | 1       | 2          | 1966                               |
| F. C. Spartak Trnava      | 1       | 2          | 1967                               |
| S. K. Slavia Praha        | 1       | 1          | 1938                               |
| F. K. Inter Bratislava    | 1       | 1          | 1969                               |
| F. K. Vojvodina           | 1       | 1          | 1977                               |
| First Vienna F. C.        | 1       | –          | 1931                               |
| F. K. Partizan            | 1       | –          | 1978                               |
| Udinese Calcio            | 1       | –          | 1980                               |
| F. C. Tatran Prešov       | 1       | –          | 1981                               |
| A. C. Milan               | 1       | –          | 1982                               |
| S. C. Eisenstadt          | 1       | –          | 1984                               |
| Iskra Bugojno             | 1       | –          | 1985                               |
| Ascoli Calcio             | 1       | –          | 1987                               |
| F. C. Baník Ostrava       | 1       | –          | 1989                               |
| A. S. Bari                | 1       | –          | 1990                               |
| Torino F. C.              | 1       | –          | 1991                               |
| F. K. Borac Banja Luka    | 1       | –          | 1992                               |

## Estadísticas

### Tabla histórica de goleadores
El máximo goleador del torneo fue el húngaro György Sárosi con 50 goles, seguido del italiano Giuseppe Meazza y de su compatriota Géza Toldi, ambos con 29 goles, cinco por encima de los anotados por Gyula Zsengellér y el austríaco Matthias Sindelar. Cierra con 21 goles la lista de los únicos jugadores en sobrepasar la veintena de tantos el checoslovaco Oldřich Nejedlý. Además cabe destacar entre los máximos anotadores a Josef Bican, uno de los mayores anotadores de todos los tiempos.
Nota: Contabilizados los partidos y goles en rondas previas. En negrita jugadores activos en la edición presente y club actual.
| \| Pos. \| Jugador \| G. \| Part. \| Prom. \| Debut \| Clubes \| \| ---- \| ----------------- \| -- \| ----- \| ----- \| -------- \| ----------------------------------------------------------------- \| \| 1 \| György Sárosi \| 50 \| 42 \| 1.19 \| 1930[7] \| Ferencvárosi T. C. \| \| 2 \| Giuseppe Meazza \| 29 \| 27 \| 1.07 \| 1930[7] \| A. S. Ambrosiana-Inter \| \| = \| Géza Toldi \| 29 \| 42 \| 0.69 \| 1928[7] \| Ferencvárosi T. C. \| \| 4 \| Gyula Zsengellér \| 24 \| 19 \| 1.26 \| 1936[7] \| Újpest F. C. \| \| = \| Matthias Sindelar \| 24 \| 31 \| 0.77 \| 1933[7] \| F. K. Austria Wien \| \| 6 \| Oldřich Nejedlý \| 21 \| 42 \| 0.50 \| 1931[7] \| A. C. Sparta \| \| 7 \| István Avar \| 19 \| 24 \| 0.79 \| 1929[7] \| Újpest F. C., F. C. Rapid București \| \| = \| Raymond Braine \| 19 \| 40 \| 0.48 \| 1930[7] \| A. C. Sparta \| \| 9 \| Franz Weselik \| 17 \| 22 \| 0.77 \| 1927[8] \| S. K. Rapid \| \| 10 \| Josef Bican \| 15 \| 15 \| 1.00 \| 1933[9] \| S. K. Rapid (1),[10] W. S. K. Admira (2), S. K. Slavia Praha (12) \| \| = \| Carlo Reguzzoni \| 15 \| 20 \| 0.75 \| 1932[7] \| Bologna A. G. C. \| \| = \| Ferdinand Wesely \| 15 \| 25 \| 0.60 \| 1927[11] \| S. K. Rapid \| Estadísticas actualizadas a final de la competición. |                   |    |       |       |       |                                                               |
| Pos. | Jugador           | G. | Part. | Prom. | Debut | Clubes                                                        |
| 1 | György Sárosi     | 50 | 42    | 1.19  | 1930  | Ferencvárosi T. C.                                            |
| 2 | Giuseppe Meazza   | 29 | 27    | 1.07  | 1930  | A. S. Ambrosiana-Inter                                        |
| = | Géza Toldi        | 29 | 42    | 0.69  | 1928  | Ferencvárosi T. C.                                            |
| 4 | Gyula Zsengellér  | 24 | 19    | 1.26  | 1936  | Újpest F. C.                                                  |
| = | Matthias Sindelar | 24 | 31    | 0.77  | 1933  | F. K. Austria Wien                                            |
| 6 | Oldřich Nejedlý   | 21 | 42    | 0.50  | 1931  | A. C. Sparta                                                  |
| 7 | István Avar       | 19 | 24    | 0.79  | 1929  | Újpest F. C., F. C. Rapid București                           |
| = | Raymond Braine    | 19 | 40    | 0.48  | 1930  | A. C. Sparta                                                  |
| 9 | Franz Weselik     | 17 | 22    | 0.77  | 1927  | S. K. Rapid                                                   |
| 10 | Josef Bican       | 15 | 15    | 1.00  | 1933  | S. K. Rapid (1), W. S. K. Admira (2), S. K. Slavia Praha (12) |
| = | Carlo Reguzzoni   | 15 | 20    | 0.75  | 1932  | Bologna A. G. C.                                              |
| = | Ferdinand Wesely  | 15 | 25    | 0.60  | 1927  | S. K. Rapid                                                   |